# Уршпринген
Уршпринген (њем. Urspringen) општина је у њемачкој савезној држави Баварска. Једно је од 40 општинских средишта округа Мајна-Шпесарт. Према процјени из 2010. у општини је живјело 1.354 становника. Посједује регионалну шифру (AGS) 9677193.

## Географски и демографски подаци
Уршпринген се налази у савезној држави Баварска у округу Мајна-Шпесарт. Општина се налази на надморској висини од 245–345 метара. Површина општине износи 18,0 km². У самом мјесту је, према процјени из 2010. године, живјело 1.354 становника. Просјечна густина становништва износи 75 становника/km².